# ノヴォロシースク (小惑星)
ノヴォロシースク (2520 Novorossijsk) は小惑星帯に位置する小惑星。ロシアの天文学者ニコライ・チェルヌイフが発見した。
名前は黒海沿岸のロシアの主要港のあるロシア南部の都市、ノヴォロシースクから命名された。